# Maria Konarzewska
Maria Konarzewska-Wszołek (ur. 1924 w Istebnej, zm. 2011 w Szarowie) – polska artystka ceramik, siostra malarza i rzeźbiarza – Ludwika Konarzewskiego i architekta Stanisława Konarzewskiego; studiowała w Instytucie Sztuk Plastycznych w Krakowie.
Tworzyła zarówno ceramikę użytkową w postaci naczyń o różnorodnym przeznaczeniu, jak i rzeźbę oraz płaskorzeźbę ceramiczną z treściami nawiązującymi do tradycji kulturowych regionów górskich – beskidzkich lub rzadziej tatrzańskich, a także do opowiadań zawartych w rozmaitych baśniach polskich.
Od strony techniczno-formalnej wykonywane przez nią ceramiki są praktycznie wyłącznie barwione tlenkami i następnie szkliwione. Oprócz form kameralnych wykonywała również większe, głównie płaskorzeźbione ceramiki (majoliki). Jej autorstwa jest antepedium i obramienie obrazu ołtarza w kaplicy bocznej przy prezbiterium oraz tympanon kościoła parafialnego pw. Dobrego Pasterza w Istebnej na Śląsku Cieszyńskim. Wraz ze swoją córką Dorotą Wszołek wykonała także w polichromowanej majolice wystrój kaplicy Domu Księży Emerytów w Katowicach oraz prace związane z wystrojem kościoła pw. Miłosierdzia Bożego w Niewiadomiu – dzielnicy Rybnika.